# Caeneressa oenone
Caeneressa oenone là một loài bướm đêm thuộc phân họ Arctiinae, họ Erebidae.